# André Buzin
André Buzin (Dinant, 31 december 1946) is een Belgische tekenaar, illustrator en kunstschilder, voornamelijk bekend om zijn realistische afbeeldingen van fauna en flora (vooral vogels maar ook van andere dieren, vlinders en bloemen). Zijn werk heeft nationale en internationale erkenning gekregen, vooral in de filatelistische wereld door zijn verschillede postzegelontwerpen.

## Levensloop
Het was zijn vader die hem liet kennismaken met tekenen aangezien hij een bekende landschapsschilder was. Tijdens zijn jeugd geniet hij van de omgeving waar hij woont en legt de vogels vast in zijn eerste schetsen. Verder maakt hij gebruik van het atelier van zijn vader om de eerste ervaring als schilder op te doen.
Na een periode in de dinanderie legde Buzin zich toe op kunststudies. Hij studeerde plastische en grafische kunsten in Dinant, waar hij zijn artistieke vaardigheden verder ontwikkelde en zich specialiseerde in natuurillustraties, gezien zijn interesse in de natuur.
Vanuit zijn passie voor de natuur en dieren observeert Buzin op zijn wandelingen aandachtig verschillende natuurlijke omgevingen, en vereeuwigt zijn vluchtige ontmoetingen in foto’s. Op basis daarvan tekent en schildert hij zijn werken op doek of papier, met veel aandacht voor realisme en respect voor de natuur.
Na zijn afstuderen begon Buzin te werken als freelance illustrator.  Hij maakte ook illustraties voor boeken, tijdschriften en natuurpublicaties. Zijn werk viel op door de uitzonderlijke aandacht voor detail en de wetenschappelijke nauwkeurigheid, gecombineerd met artistieke expressie.
In 1982 begon Buzin te exposeren. In de daaropvolgende jaren, ontwierp hij postzegels voor Congo (1984-1994), Rwanda (1984-1989), Mauritanië en Senegal.
Sinds 1985 is hij in België een vaste ontwerper van postzegels in opdracht van bpost. Bijna jaarlijks komen er nieuwe uitgaven van meestal vogels, maar ook speciale opdrachten zoals voor de Gentse Floraliën van 1990 en 1995. 
In opdracht van het Ministerie van Leefmilieu van het Waalse Gewest realiseert hij heel wat illustraties en affiches, onder andere ter gelegenheid van het Europees Natuurbeschermingsjaar in 1985. Daarnaast werkte hij mee aan de reeks "Vie secrète des Bêtes" van de uitgeverij Hachette. 
Hij geeft ook zijn medewerking aan meerdere acties om fondsen te verzamelen voor allerlei nationale en internationale natuurbeschermingsacties voor het leefmilieu en voor bedreigde diersoorten.
Naar aanleiding van 25 jaar samenwerking met bpost werd dit in 2010 uitvoerig belicht, onder meer met een tentoonstelling in Mechelen. En naar aanleiding van de 40-jarige samenwerking wordt er in oktober 2025 een nieuw blaadje met de naam "40 jaar vogels van André Buzin" uitgegeven.

## Stijl en technieken
Buzin staat bekend om zijn hyperrealistische stijl en het gebruik van aquarel- en gouachetechnieken. Zijn werken tonen een buitengewone precisie in het weergeven van de anatomische en gedragskenmerken van dieren. Dit maakt zijn werk niet alleen artistiek aantrekkelijk, maar ook van wetenschappelijke waarde. Zijn postzegels en andere illustraties combineren kunst en educatie.

## Werken

### Postzegels voor België
- De eerste twee postzegels uit de serie “Vogels”: 3 F “Appelvink” en 9 F “Putter”, 30 september 1985.
- “Belgische Hondenrassen”: 4 postzegels met de afbeelding van de Mechelse herdershond, de Tervuurse herdershond, de Groenendaeler herdershond en de Bouvier des Flandres, 24 mei 1986.
- De eerst genoemde postzegels van Buzin met de afbeelding van een bloem voor het "Europees Jaar van het Milieu", een serie van 3 postzegels (Bee Ophrys, Kleine Hoefijzerneus en Slechtvalk), 14 maart 1987.
- “Bijen en Bijenhouden”, notitieboekje met zes postzegels die deze activiteit illustreren, 30 augustus 1997.
- "Rhododendron simsii" in zelfklevende postzegel (eerste in zijn soort in België) en met permanente geldigheid, 1 december 1997. Er werden vervolgens verschillende rouletteboekjes en roulettes uitgegeven met een afbeelding van een bloem van André Buzin.
- "Zoogdieren van de Ardennen", 4 postzegels uitgegeven op 17 april 1998: het edelhert, het ree, het  rode vos en het wilde zwijn.
- “Gentse Floraliën VIII”, 3 postzegels, 3 maart 1990; met de Cattleya harrisoniana, de Iris florentina en de Lilium bulbiferum,

### Postzegels voor Rwanda
Een beperkt voorbeeld van postzegels voor Rwanda:
- "Olympische Zomerspelen in Los Angeles", 8 berichten, 16 juli 1984. André Buzin belichtte zijn carrière van de afgelopen jaren en zijn sportevenementen uit deze periode.
- “Luipaarden”, 5 postzegels, 18 november 1987.
- “Primaten van het Nyungwe Bos”, 4 berichten, 15 september 1988.

### Postzegels voor Zaïre
Een beperkt voorbeeld van postzegels voor Zaïre (nu Congo-Kinshasa):
- "Garamba Park", 8 postzegels, 2 april 1984. Eerste postzegel ontworpen door Buzin.
- "De okapi", 4 postzegels, 15 oktober 1984.
- “Parc de la Garamba - Les animaux de brousse”, 5 postzegel in 1994.

## Tentoonstellingen
In 1982 begon Buzin te exposeren. In de loop van zijn carrière heeft hij meer dan 40 solotentoonstellingen gehouden en deelgenomen aan een zestigtal groepstentoonstellingen in binnen- en buitenland. Een selectie van zijn solotentoonstellingen:
- In het Natuurmuseum van de oude abdij van Lavaus Ste in 1982.
- In het Museum de la Porte in Tubize in 1983, 1985, 1998 en 2003.
- In het chalet van het natuurreservaat Het Zwin in 1995.
- In Aquascope aan het meer van Virelles in 2004 en 2008.[5]

- Exposition André Buzin, La vie sauvage in het Centre Culturel Régional van zijn geboorteplaats Dinant in 2017.
- André Buzin - Schilder van de wilde natuur in het Kunstencentrum Rood Klooster in Oudergem in 2023.[6]

Een beperkte selectie van een aantal groepstentoonstellingen in België en in het buitenland (zoals Frankrijk, Engeland, Zwitserland en andere):
- de Zoo van Antwerpen in 1984.
- het Frans Ornithologisch Colloquium in Parijs (Frankrijk) in 1993.
- het Ornithologisch Festival van Leicester (Engeland) in 1993.
- Natura in de jaren 1995, 1996, 1997 en 1998.
- Wildlife Art in Enschede (Nederland) in 1995.
- Het Salon des Artistes Naturalistes in het Natuurhistorisch Museum van Parijs (Frankrijk) in 1998.

## Erkenning
Buzin’s postzegels worden beschouwd als iconisch binnen de filatelistische gemeenschap, en zijn zegels hebben bijgedragen aan de populariteit van filatelie als hobby. Deze populariteit reflecteert zich in het bestaan van de Vlaamse postzegelvereniging Studiegroep Postzegels André Buzin (SPAB) (opgericht in Mechelen op 22 april 1990), alsook de Waalse tegenhanger André Buzin Cercle Philatelique (ABCP) (in Charleroi).
Zijn werk werd meermaals beloond en bekroond, niet alleen voor zijn filatelistische kunst, maar ook als affichekunstenaar voor het Europees Jaar van het Milieu. Enkele erkenningen van zijn filatelistische kunst door de jury van de Grote Prijs van Filatelistische Kunst.
- Grote Prijs van de Koning voor zijn slechtvalk.[6]
- Prijs “Ambassador”
- Prijs voor het beste ontwerp.
- Prijs van de stad Gent.
- Hij was de eerste die in 1995 de Pro-Post Grand Prix ontving voor zijn gehele oeuvre

De postzegels ‘Het Nieuwe Zwin’ werden in september 2017 bekroond met ‘Grote Prijs van de Belgische en Europese Filatelistische Kunst’. Deze prijs bekroont de mooiste en meest indrukwekkende Belgische zegel van het jaar 2016. De prijs werd gezamenlijk uitgereikt aan Kris Maes, André Buzin en Marijke Meersman.
Er is ook erkenning in het buitenland met o.a de Grote Prijs van de President van de Republiek op de Salon d'Automne in Parijs in 1997 voor zijn gehele werk in de serie "Vogels".

## Citaat
Een citaat dat het engagement van Buzin reflecteert:
“Met mijn werk wil ik bij iedereen het verlangen wekken of terug aanwakkeren om deel te nemen aan de bescherming van ons kostbaarste erfgoed.”

## Trivia
In het jaar 2000 werd ter gelegenheid van het 10-jarige bestaan van de Studiegroep Postzegels André Buzin (SPAB) een wel heel bijzonder ontwerp gemaakt door Buzin, met name een etiket voor een Bergerac uit 1998.